# Volley-Ball Nantes 2020-2021
Questa voce raccoglie le informazioni riguardanti il Volley-Ball Nantes nelle competizioni ufficiali della stagione 2020-2021.

## Organigramma societario
Area direttiva
- Presidente: Monique Bernard

Area tecnica
- Allenatore: Cyril Ong
- Allenatore in seconda: Guillaume Olivaud

## Rosa
| N° | Nome               | Ruolo | Data di nascita  | Nazionalità sportiva |
| -- | ------------------ | ----- | ---------------- | -------------------- |
| 1  | Carli Snyder       | S     | 7 settembre 1996 | Stati Uniti          |
| 2  | Katharina Schwabe  | S     | 29 aprile 1993   | Germania             |
| 3  | Juliette Villette  | S     | 2 novembre 2002  | Francia              |
| 4  | Sarah Lecrosnier   | P     | 3 maggio 1999    | Francia              |
| 5  | Suvi Kokkonen      | S     | 1º febbraio 2000 | Finlandia            |
| 6  | Yaremis Mendaro    | O     | 21 aprile 1994   | Cuba                 |
| 7  | Amandha Sylves     | C     | 29 dicembre 2000 | Francia              |
| 8  | Kaisa Alanko       | P     | 3 gennaio 1993   | Finlandia            |
| 9  | Emma Le Roux       | L     | 10 gennaio 2000  | Francia              |
| 10 | Lauren Schad       | C     | 6 gennaio 1995   | Stati Uniti          |
| 11 | Romy Taleux        | P     | 2 gennaio 2003   | Francia              |
| 12 | Lucie Dekeukelaire | L     | 26 maggio 1993   | Francia              |
| 13 | Anaïs Tiffon       | S     | 30 luglio 2002   | Francia              |
| 14 | Lou Meyer          | S     | 21 aprile 2002   | Francia              |
| 15 | Emelda Piata Zessi | C     | 8 aprile 1997    | Camerun              |
| 16 | Sanja Bursać       | S     | 10 gennaio 1990  | Serbia               |
| 17 | Gloria Taofifénua  | O     | 7 ottobre 2003   | Francia              |
| 18 | Ambre Tomczyk      | P     | 27 aprile 2002   | Francia              |
| 20 | Mathilde Roze      | L     | 4 luglio 1999    | Francia              |